# Szabó Lőrinc irodalmi díj
A Szabó Lőrinc irodalmi díj Miskolc Megyei Jogú Város önkormányzata által alapított irodalmi díj, amely a város irodalmi életében szerzett érdemekért költőknek, íróknak, irodalomtörténészeknek, publicistáknak adományozható.

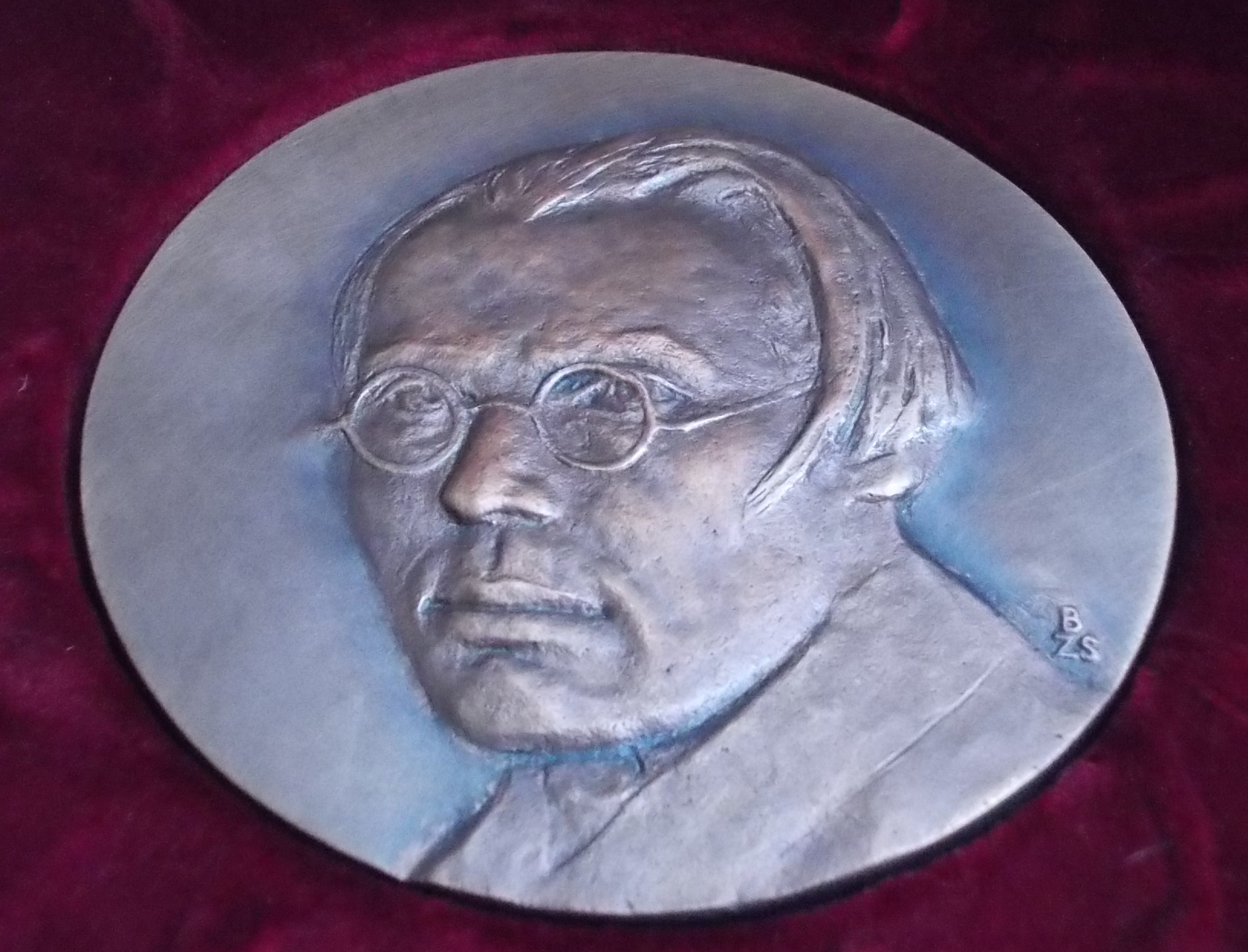
Szabó Lőrinc-díj

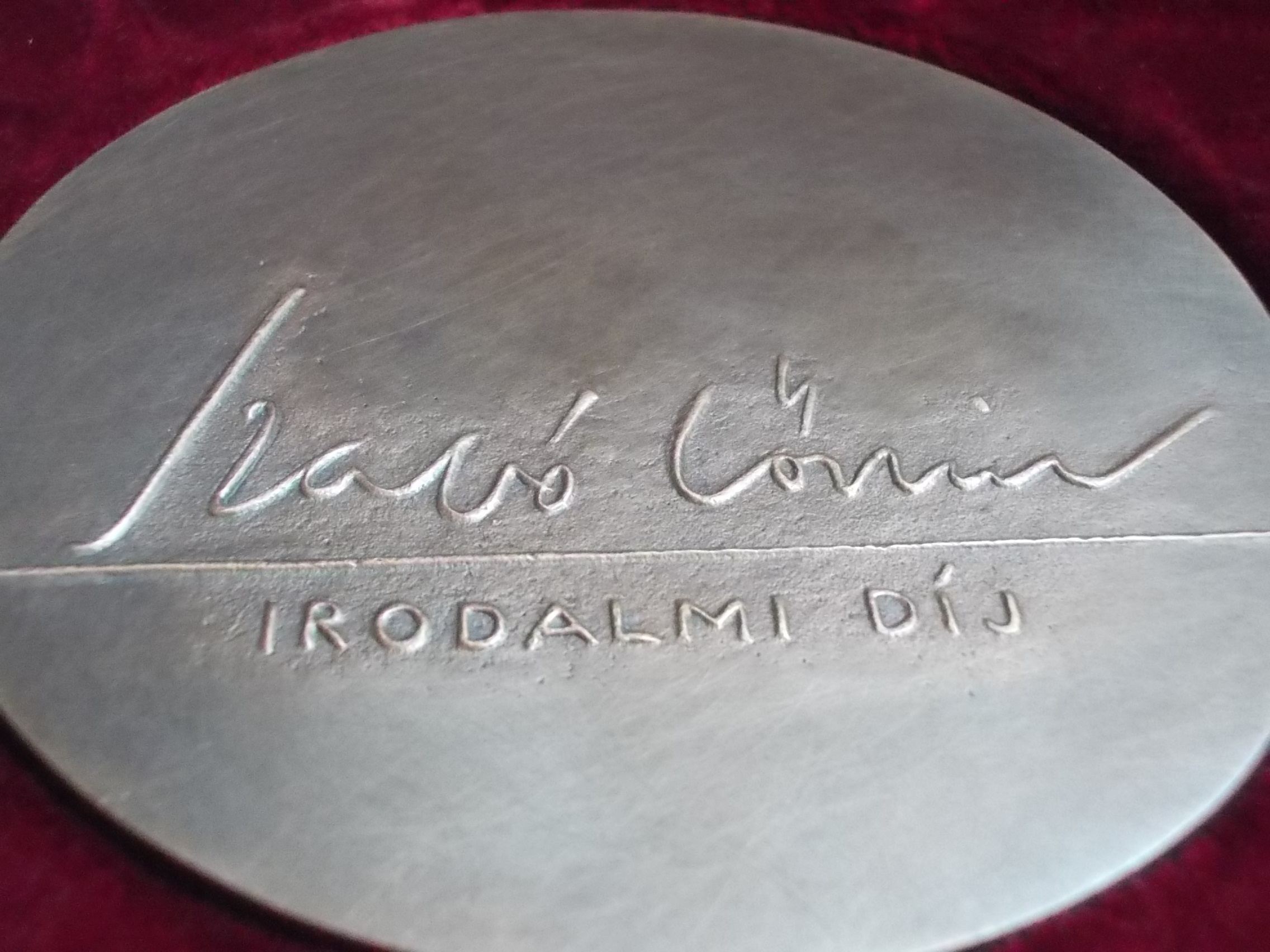
Szabó Lőrinc irodalmi díj

## Története
A Szabó Lőrinc irodalmi díjat Miskolc Megyei Jogú Város önkormányzatának közgyűlése alapította azzal a céllal, hogy elismerje a városban született, vagy szakmai tevékenységük révén a városhoz köthető költők, írók, irodalomtörténészek, publicisták munkáját.
A díj átadására minden évben Miskolc város napján, május 11-én tartott ünnepi közgyűlésen kerül sor. A díjjal pénzjutalom, plakett és oklevél jár.

## Kitüntetettek
- 2025 – Bánhidi Lilla[3]
- 2024 – Hajnal József[4]
- 2023 – Bazsányi Sándor irodalomtörténész[5]
- 2022 – Keresztury Tibor író, szerkesztő[6]
- 2021 – Némethi Lajos költő, író
- 2020 – Kabai Lóránt író, költő
- 2019 – Bereti Gábor író
- 2018 – B. Tóth Erika szerkesztő, riporter
- 2017 – Vitkolczi Ildikó író
- 2016 – Pallai Károly Sándor irodalomtörténész, műfordító, költő
- 2015 – Györgyei Géza író
- 2014 – Mács Ildikó szerkesztő
- 2013 – Gróf Lajos újságíró
- 2012 – Mózes Huba irodalomtörténész
- 2011 – Kabdebó Lórántné Dobos Marianne író
- 2010 – Furmann Imre költő
- 2009 – Porkoláb Tibor irodalomtörténész
- 2008 – Jenei László író
- 2007 – Filip Gabriella újságíró, szerkesztő
- 2006 – Zemlényi Attila költő
- 2005 – Kilián István irodalomtörténész
- 2004 – Ficsku Pál író
- 2003 – Vass Tibor költő
- 2002 – Csorba Piroska költő, tanár
- 2001 – Gyöngyösi Gábor újságíró
- 2000 – Serfőző Simon költő, író
- 1999 – Utry Attila népművelő
- 1998 – Karosi Imre újságíró
- 1997 – Hajdú Gábor író, újságíró, szociológus
- 1996 – Brackó István újságíró
- 1995 – Bihari Sándor költő
- 1994 – Fecske Csaba költő, publicista
- 1993 – Dobrossy István történész, etnográfus
- 1989 – Kabdebó Lóránt irodalomtörténész
- 1989 – Fecske Csaba költő, publicista
- 1988 – Zimonyi Zoltán pedagógus, irodalomtörténész
- 1986 – Serfőző Simon költő, író
- 1971 – Ratkó József író, költő, drámaíró